# 中型华南溪蟹
中型华南溪蟹（学名：Huananpotamon medium）为溪蟹科华南溪蟹属的动物。在中国大陆，分布于江西等地，多见于海拔800 米以及溪流石下。